# Río Albentosa
El río de Albentosa es un río del este de la península ibérica, tributario del Mijares por su margen derecha.

## Curso
Se considera que nace aguas arriba de Manzanera en la  confluencia de los ríos Torrijas y Olmos, que bajan desde las vertientes orientales de la sierra de Javalambre. Atraviesa los términos municipales de Manzanera, Albentosa y Sarrión, desembocando en el Mijares cerca de La Escaleruela.

## Hidronimia
Recibe las denominaciones de río de Manzanera y río de Albentosa de acuerdo a las localidades por las  que pasa. El hidronimo río de Albentosa se documenta en textos medievales escritos en latín medieval y es citado con motivo de la fijación de fronteras del término de Jérica. El 22 de junio de 1238, antes de la reconquista de Valencia, el rey Jaime dio el castillo y villa de Jérica al ayuntamiento de Teruel, mencionando el río:

Concicium Turolii, castrum et villam de Xeriqua, et accipiat terminos de rivo de Alventosa citra talaiam de Bexexi, et in hoc termino sint vertentes de Monalgarau et Almanza et Alcota usque ad colatum de Villamalur, et usque ad congosto de Segorbe et usque buqueras de Liria, et in donatione ista sunt Pardinas, Buqueras, Marinos et Guadalmar cum suis terminis, et abeant forum Turolii salvis donationibus militum. X calendas iuliii.

En valenciano también hay menciones al río, por ejemplo en el fuero de Valencia de 1261 concedido por Jaime I de Aragón. En este fuero se consideraba el río Albentosa  frontera entre los reinos de Aragón y de Valencia:

e de Mora, axí com va a la Font de la Babor, e axí com va el riu d'Alventosa e ix a la Maçanera, però dellà el riu és d'Aragó, e del riu ençà és del regne de Valencia; e axí com va a la serra de Javalambre, e de la serra de Javalambre axó como ix a Castell Phabib e a Ademuç, e aquest dos castels són del regne de Valencia....